# Maren Ade
Maren Ade, née le 12 décembre 1976 à Karlsruhe, est une réalisatrice, scénariste et productrice allemande. Avec Janine Jackowski et Jonas Dornbach, elle dirige la société de production Komplizen Film.

## Biographie
Maren Ade a étudié à l’École de cinéma de Munich (HFF) tout d’abord en section production et économie des media avant de passer en section réalisation, où elle a réalisé et produit son film de fin d’études, Der Wald vor lauter Bäumen, primé entre autres au Festival de Sundance (prix spécial du jury) et sélectionné dans de nombreux festivals du monde entier.
Everyone Else, son deuxième film, a été sélectionné en compétition au Festival de Berlin et a remporté un ours d’argent (grand prix du jury) ainsi que l’ours d’argent de la meilleure actrice pour Birgit Minichmayr. Everyone Else a été distribué dans 18 pays. Mais Maren Ade n’est pas seulement productrice de ses propres films, elle produit également d’autres films. Elle vit avec le réalisateur Ulrich Köhler et ses enfants à Berlin. En 2016, son film Toni Erdmann est sélectionné en compétition officielle au Festival de Cannes 2016 où il remporte le Prix FIPRESCI de la critique internationale. En 2017, elle fait partie du jury de la compétition du 70e festival de Cannes, présidé par Pedro Almodovar.

## Filmographie

### Réalisation et scénario
- 2000 : Ebene 9, (court-métrage)
- 2001 : Vegas (court-métrage)
- 2003 : Der Wald vor lauter Bäumen
- 2009 : Everyone Else (Alle Anderen)
- 2016 : Toni Erdmann

### Production
- 2002 : Karma Cowboy, moyen-métrage de Sonja Heiss et Vanessa van Houten, productrice
- 2006 : Hotel Very Welcome, long-métrage de Sonja Heiss, productrice
- 2008 : Du bruit dans la tête de Vincent Pluss
- 2011 : La Maladie du sommeil, long-métrage d’Ulrich Köhler, productrice
- 2012 : Tabou, long-métrage de Miguel Gomes, co-productrice
- 2012 : Les Vivants (Die Lebenden) long-métrage de Barbara Albert, co-productrice
- 2013 : Tanta agua (es), long-métrage d’Ana Guevara et de Leticia Jorge, co-productrice
- 2013 : Redemption, court-métrage de Miguel Gomes, co-productrice
- 2014 : Super ego (Über-Ich und Du), film de Benjamin Heisenberg, co-productrice
- 2014 : L'été sera chaud (Love Island), film de Jasmila Žbanić, co-productrice
- 2015 : Hedi Schneider steckt fest (de) de Sonja Heiss (de), productrice
- 2015 : Les Mille et Une Nuits de Miguel Gomes, co-productrice
- 2016 : Cœurs cicatrisés (Inimi cicatrizate) de Radu Jude
- 2017 : Une femme fantastique (Una mujer fantástica) de Sebastián Lelio
- 2017 : Western de Valeska Grisebach
- 2018 : In My Room d'Ulrich Köhler
- 2018 : Peu m'importe si l'histoire nous considère comme des barbares (Îmi este indiferent dacă în istorie vom intra ca barbari) de Radu Jude
- 2018 : Akasha de Hajooj Kuka (en)
- 2019 : Les Sœurs (Kız Kardeşler) d'Emin Alper
- 2019 : Nuit magique (O Beautiful Night) de Xaver Böhm
- 2019 : Synonymes de Nadav Lapid
- 2019 : Roads de Sebastian Schipper
- 2019 : Les Siffleurs (La Gomera) de Corneliu Porumboiu
- 2019 : La Fièvre (A Febre) de Maya Da-Rin
- 2019 : Giraffe (de) d'Anna Sofie Hartmann (de)
- 2020 : Exil de Visar Morina
- 2021 : Le Genou d'Ahed de Nadav Lapid
- 2021 : L'Histoire de ma femme (A feleségem története) d'Ildikó Enyedi
- 2021 : Spencer de Pablo Larraín
- 2021 : Le Prince de Lisa Bierwirth
- 2022 : Monstres gentils (Szelid) de László Csuja et Anna Nemes
- 2022 : A E I O U - Alphabet rapide de l'amour (A E I O U – Das schnelle Alphabet der Liebe) de Nicolette Krebitz
- 2022 : Intet de Trine Piil Christensen et Seamus McNally (d'après le roman Rien (da) de Janne Teller)
- 2022 : Corsage de Marie Kreutzer
- 2022 : Vous n'aurez pas ma haine (Meinen Hass bekommt ihr nicht) de Kilian Riedhof
- 2023 : Wann wird es endlich wieder so, wie es nie war (de) de Sonja Heiss (de)
- 2023 : Les Herbes sèches (Kuru Otlar Üstüne) de Nuri Bilge Ceylan
- 2024 : Maria de Pablo Larraín
- 2025 : Exquis (Delicious) de Nele Mueller-Stöfen

## Distinctions
- 2005 : prix spécial du jury, Sundance Film Festival pour Der Wald vor lauter Bäumen
- 2005 : Meilleur film - Grand Prize, IndieLisboa - International Independent Film Festival pour Der Wald vor lauter Bäumen
- 2005 : Meilleur film, nomination au prix du film allemand pour Der Wald vor lauter Bäumen
- 2005 : Meilleur film, Cine Jove Valencia Film Festival pour Der Wald vor lauter Bäumen
- 2005 : Meilleure actrice: Eva Löbau, Buenos Aires Independent Film Festival pour Der Wald vor lauter Bäumen
- 2009 : Ours d’argent – Grand prix du jury Jury, Berlinale, pour Everyone Else
- 2009 : Ours d’argent – meilleure actrice Birgit Minichmayr, Berlinale pour Everyone Else
- 2010 : nominations au prix du film allemand dans les catégories : Meilleur film, meilleur réalisateur, meilleure actrice  pour Everyone Else
- 2010 : Prix de la mise en scène et Prix FIPRESCI, Buenos Aires Festival of Independent Cinema pour Everyone Else
- 2010 : Grand Prix, Festival International du Film de Femmes de Dortmund pour Everyone Else
- 2010 : Meilleur acteur, Lars Eidinger, Love Is Folly International Film Festival pour Everyone Else
- 2010 : Meilleure actrice Birgit Minichmayr, Ourense Film Festival pour Everyone Else
- 2014 : Kunstpreis Berlin (Prix de l’art de la ville de Berlin) dans la catégorie Films et média
- 2015 : prix de la fondation de la DEFA pour sa contribution au film allemand pour la société de production Komplizen Film
- 2016 : Prix FIPRESCI de la critique internationale au Festival de Cannes 2016  pour Toni Erdmann
- 2016 : Prix du meilleur réalisateur et du meilleur scénariste à la 29e cérémonie des prix du cinéma européen en 2016[2].